# Belchior (jugador de fútbol playa)
Nuno Ricardo dos Santos Belchior (Barreiro, 9 de octubre de 1982), conocido como Belchior, es un jugador portugués de fútbol playa. Ha participado en seis copas mundiales de la FIFA, y ha sido reconocido con el Balón y Bota de bronce en Marsella 2008 con la selección de Portugal como el tercer mejor jugador y goleador del torneo.
Durante su carrera deportiva ha sido parte de los clubes Cavalieri del Mare y Roma, de Italia; y Olímpico Montijo y Sporting, de Portugal.